# 西野千明
西野 千明（にしの ちあき、5月25日 - ）は、日本のアイドル。女性アイドルグループ・真っ白なキャンバスのメンバー。千葉県出身。株式会社SRF所属。

## 略歴
2018年、専門学生の頃にスカウトを受け、現在の事務所である株式会社SRFに所属。事務所にはYouTuberが所属していたこともあり、活動の方向性として自身もYouTuberを目指しており、アイドルや歌手としての活動は意識していなかった。ところが、事務所との契約初日に真っ白なキャンバスへの加入を勧められ、興味本位でレッスンを見学しにいった同年末、プロデューサー・青木勇斗からの勧めもあり、グループへの加入が決定。その後1週間も経たずして、12月31日に開催された単独公演「Thanks HEISEI @東京」にて初お披露目。同日に加入した橋本美桜とともに、グループの3期生として活動をスタートした。
2019年9月23日、自身の個人Instagramを開設。
2020年3月18日、真っ白なキャンバスとしてのメジャーデビューシングル『桜色カメラロール』をリリース。
2022年3月23日、アイドルオーディション「THE RING」のプロデューサーに橋本美桜とともに就任することを発表。

## 人物
小学生の頃は髪の毛を短く切り、運動ばかりしていた為、周囲から「男の子みたい」と言われていた。
姉がいる。

### 嗜好
UVERworldが好きで、同バンドが数量限定で販売したスケートボードデッキも所持している。
食べることが好き。好きな食べ物はオクラ、プリン。
好きなゲームはスプラトゥーン。
趣味は映画鑑賞。

### 特技
書道を14年間習っており、金賞を獲ったことがある。高校生の頃にも書道部に所属していたが、部活動と習い事の活動日が被ってしまっていた為、あまり部活動には行けていなかった。
中学生の頃はバドミントン部に所属していた。

### 真っ白なキャンバス
黄色担当。
グループに加入するまではダンスや歌は未経験だった。
好きな楽曲に「白祭」、「わたしとばけもの」「ダンスインザライン」を挙げている。

## 書籍

### 雑誌
- 月刊エンタメ 5月号（2019年3月30日、徳間書店）[14]
- MARQUEE vol.132（2019年4月10日、MARQUEE）[15]